# The Salvation Army Lass
The Salvation Army Lass er en amerikansk stumfilm fra 1909 af D. W. Griffith.

## Medvirkende
- Florence Lawrence som Mary Wilson
- Harry Solter som Bob Walton
- Charles Inslee som Harry Brown